# Bodensee-Oberschwaben-Bahn

Logo Stadtwerk am See

Die Bodensee-Oberschwaben-Bahn GmbH & Co. KG, abgekürzt BOB, offizieller europäischer Fahrzeughaltercode BOBFN, ist eine nichtbundeseigene Eisenbahngesellschaft in Baden-Württemberg. Sie betreibt auf dem südlichen Abschnitt der Bahnstrecke Ulm–Friedrichshafen sowie auf der anschließenden Bahnstrecke Friedrichshafen Stadt–Friedrichshafen Hafen Regionalbahn-Leistungen der Linie RB 91. In Anlehnung an das Volkslied Auf de schwäbsche Eisebahne wird die Gesellschaft auch Geißbockbahn genannt.

## Geschichte
Die Bodensee-Oberschwaben-Bahn wurde am 15. Oktober 1991 von fünf kommunalen Gesellschaftern als Gesellschaft mit beschränkter Haftung gegründet. Zu diesen gehörten die Technischen Werke Friedrichshafen (TWF), die Stadt Ravensburg, die Gemeinde Meckenbeuren, der Bodenseekreis und der Landkreis Ravensburg. Die Managementleistung für die TWF erbringt mittlerweile die Stadtwerk am See GmbH & Co. KG. 1992 wurden die ersten Fahrzeuge bestellt, die Aufnahme des Zugbetriebs war ursprünglich zu Beginn des Sommerfahrplanes am 23. Mai 1993 vorgesehen. Da es jedoch bei der Auslieferung der georderten Triebwagen zu Verzögerungen kam, begann der fahrplanmäßige Betrieb auf der 19,3 Kilometer langen Strecke Friedrichshafen Stadt–Ravensburg stattdessen erst am 1. Juli 1993, mitten in der laufenden Fahrplanperiode, mit 28 Fahrten je Werktag. In diesem Zusammenhang wurden auch die Haltepunkte Weißenau, Oberzell und Kehlen reaktiviert, der Haltepunkt Löwental renoviert sowie ein eigener Haustarif eingeführt. Dabei erkannten die damalige Deutsche Bundesbahn und die BOB ihre jeweiligen Fahrkarten wechselseitig an. Da die BOB ausschließlich auf Infrastruktur der Deutschen Bundesbahn (DB) verkehrte, war sie zu diesem Zeitpunkt die erste Nichtbundeseigene Eisenbahn in Deutschland ohne eigene Streckeninfrastruktur. Dies geschah bereits vor der im Januar 1994 in Kraft getretenen Bahnreform, mit der für alle Eisenbahnverkehrsunternehmen ein freier Netzzugang eingeführt wurde.

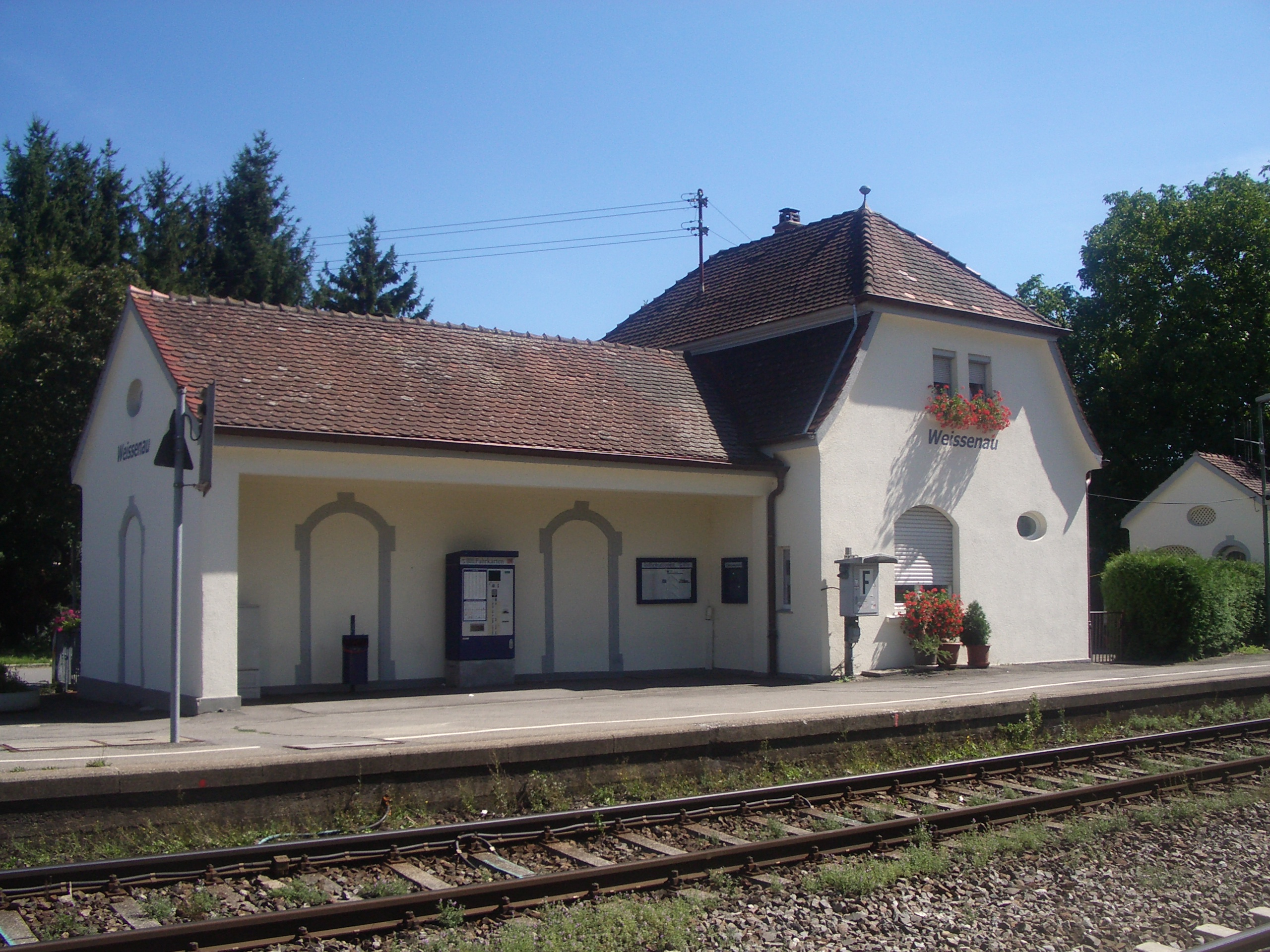
Der Haltepunkt Weißenau wurde 1993 von der BOB reaktiviert

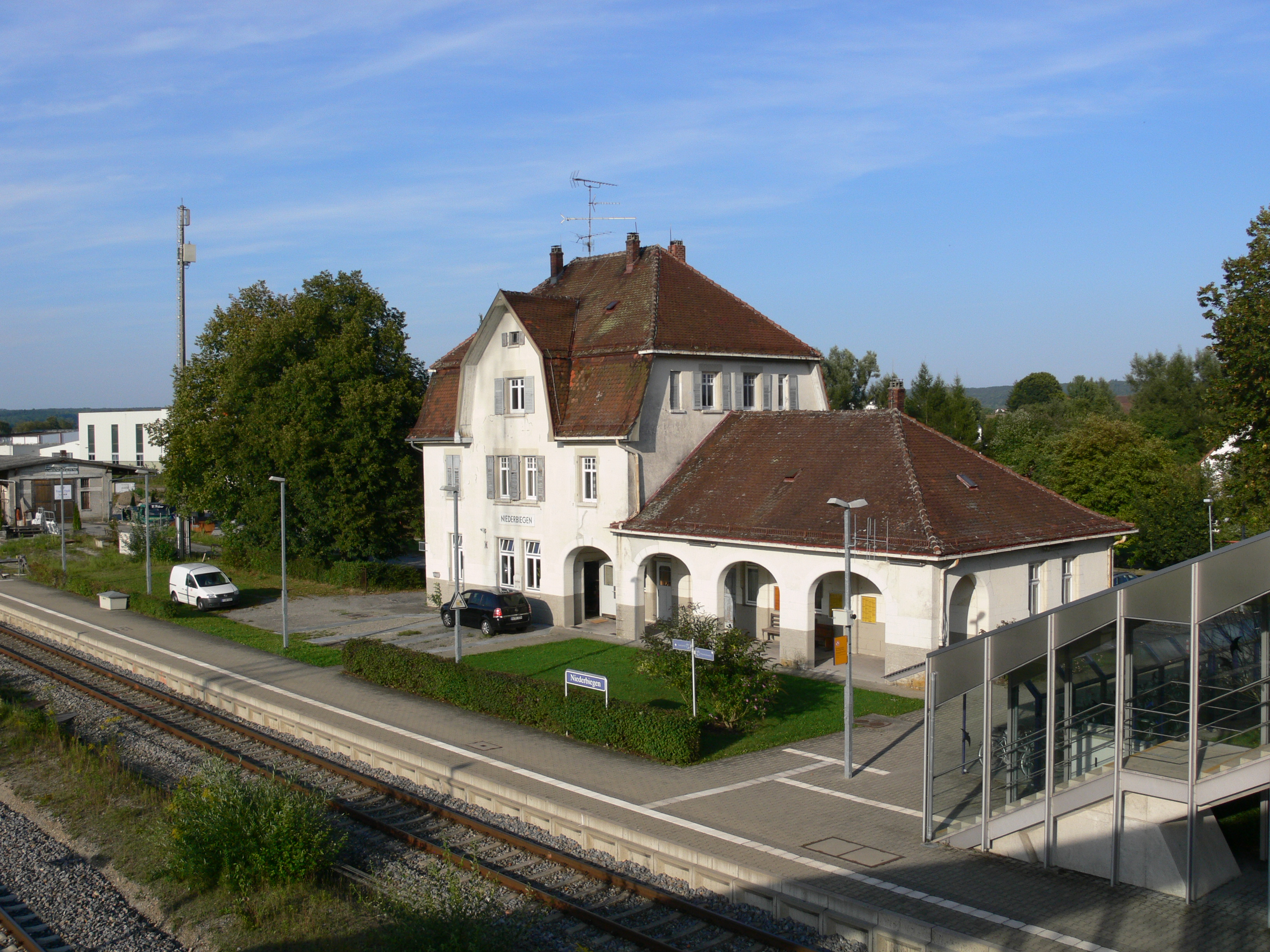
Die Station Niederbiegen wird seit 1997 von der BOB bedient, zuvor war sie neun Jahre lang ohne Personenverkehr

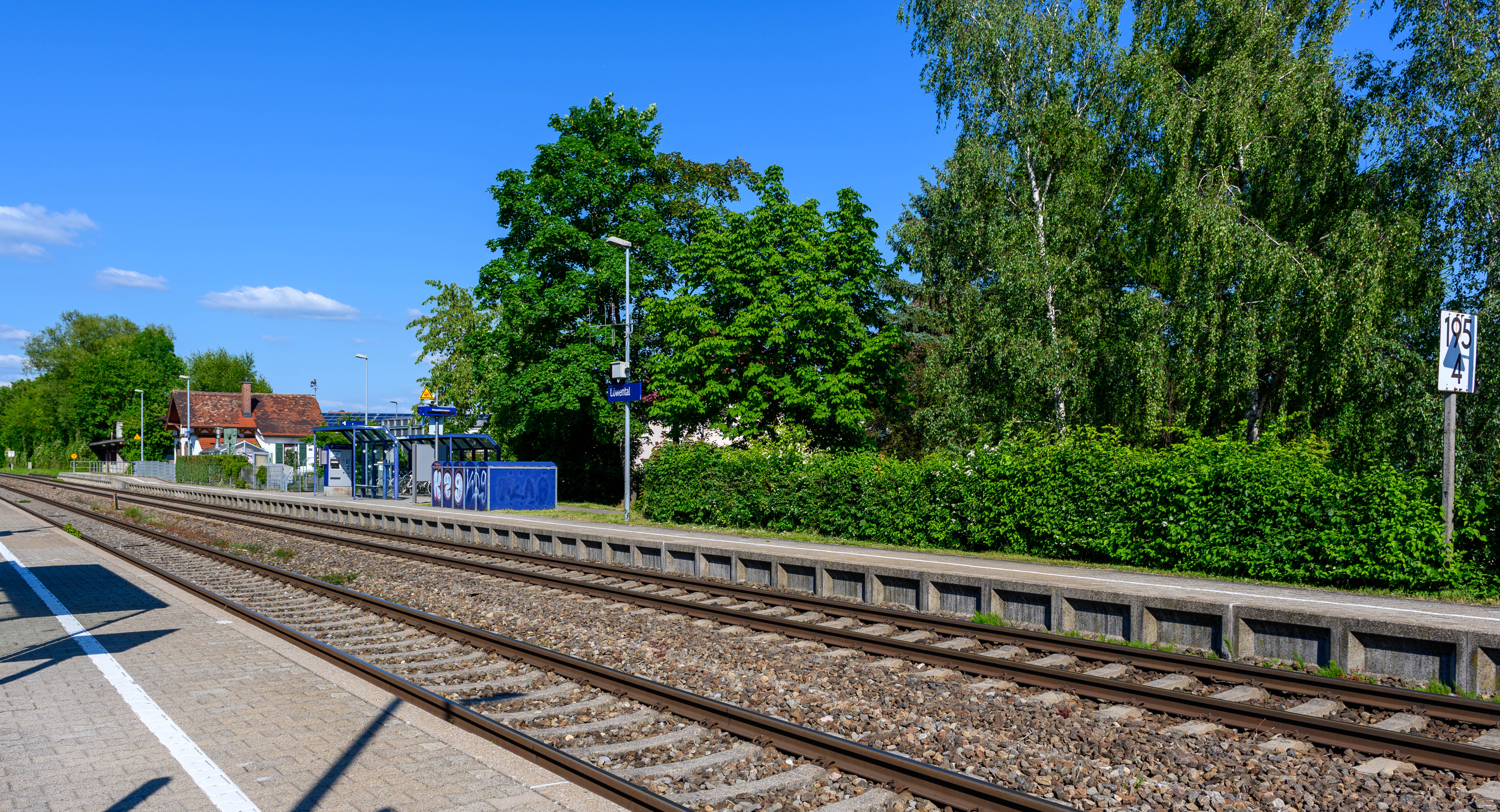
Der Haltepunkt Löwental wurde von der Deutschen Bundesbahn 1992 nur noch von einzelnen Zügen bedient, von der BOB wird er wieder stündlich bedient

Am 22. November 1996 erfolgte der Vertragsabschluss zur Ausweitung des Betriebes über die beiden bisherigen Streckenenden hinaus. Zu Beginn des Sommerfahrplanes am 1. Juni 1997 wurde der Betrieb von Ravensburg nach Aulendorf sowie nach Friedrichshafen Hafen erweitert und damit die bediente Streckenlänge auf 42,0 Kilometer ausgedehnt. Gleichzeitig erfolgte die Reaktivierung der Haltepunkte Mochenwangen und Niederbiegen sowie die Neueröffnung der Station Friedrichshafen Flughafen, die gleichfalls neue Station Weingarten/Berg folgte schließlich am 4. Mai 1998. 2002 wurde das Unternehmen in eine GmbH & Co. KG umgewandelt. 2003 beförderte dieses mehr als eine Million Fahrgäste. In diesem Jahr wurden durchschnittlich mehr als 4000 Personen pro Tag befördert. Zum 1. Januar 2004 erfolgte die tarifliche Integration des gesamten BOB-Verkehrs in den neu gegründeten Bodensee-Oberschwaben Verkehrsverbund (bodo), womit der BOB-Haustarif obsolet wurde. 
Mit Beginn des internationalen Marketingauftritts der S-Bahn Bodensee zum Fahrplanjahr 2022 wurde auch die Linie RB 91 in dessen Liniennetz aufgenommen.

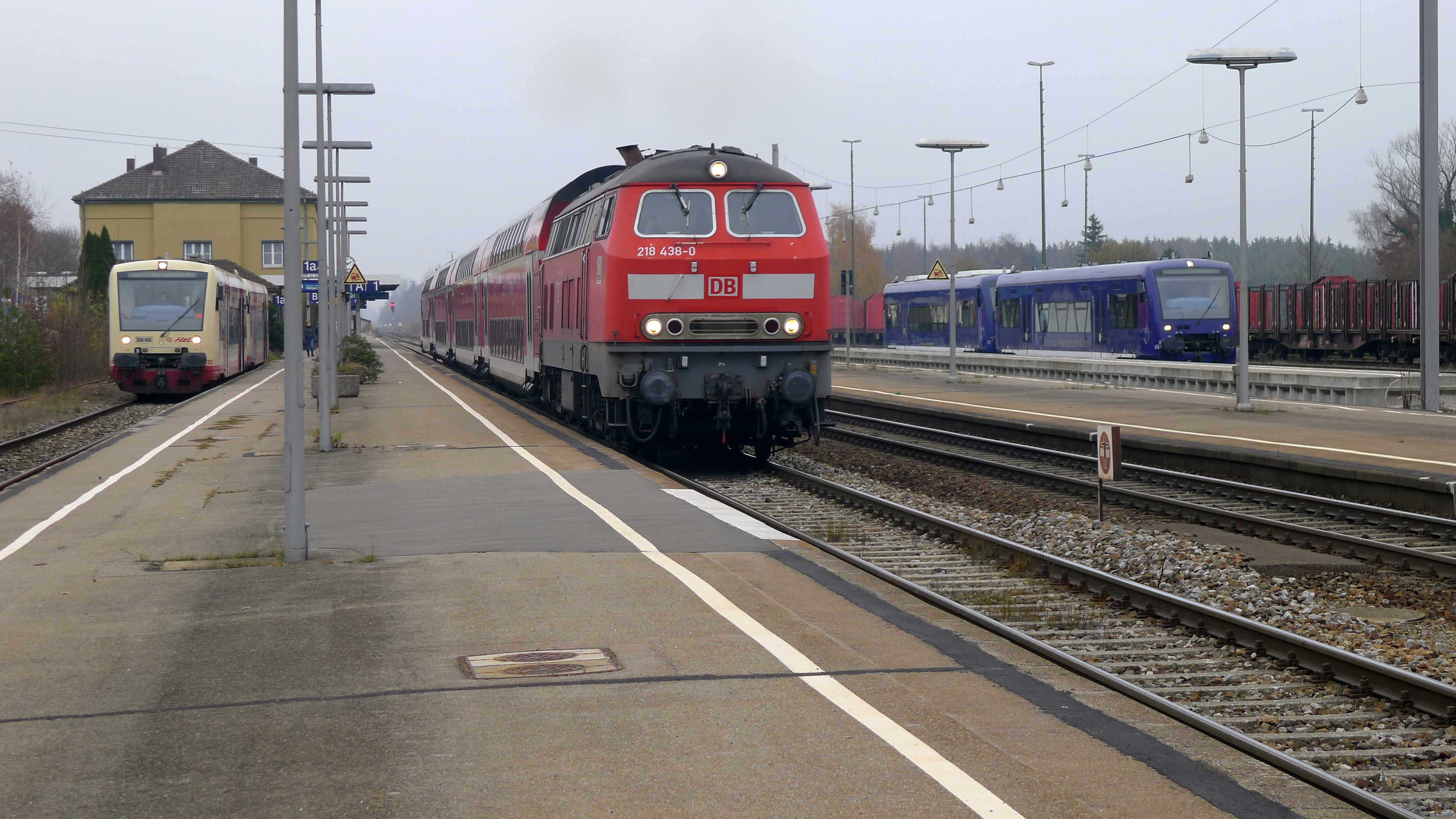
Bahnhof Aulendorf im Jahr 2011 mit Zügen dreier verschiedener Gesellschaften

Im Oktober 2022 wurde bekannt, dass die bisher von der BOB erbrachten Regionalbahn-Leistungen vom baden-württembergischen Verkehrsministerium als Teil eines deutlich größeren Loses (Netz 35 – Los 3, bis nach Mannheim, Heilbronn und Crailsheim) mit 8,5 Millionen Zugkilometer pro Jahr ausgeschrieben werden. Betriebsaufnahme des neuen Verkehrsvertrages wäre voraussichtlich zum Fahrplanwechsel im Dezember 2023. Durch den Umfang sah die BOB im Gegensatz zum Verkehrsministerium ihre Chance auf die Teilnahme an diesem Wettbewerb gefährdet. Im Juni 2023 gab die Bodensee-Oberschwaben-Bahn eine Einigung mit dem Verkehrsministerium bekannt, nach der das Verkehrsministerium diese Verkehrsleistungen aus der Ausschreibung herauslöst, um den Verkehrsvertrag mit der Bodensee-Oberschwaben-Bahn bis zum Dezember 2032 fortzuführen und der Bodensee-Oberschwaben-Bahn die Möglichkeit zu geben, sich für die Ausschreibung eines darauf folgenden Verkehrsvertrages neu aufzustellen.

## Betrieb

### Angebot
Im Auftrag der Nahverkehrsgesellschaft Baden-Württemberg betreibt die Bodensee-Oberschwaben-Bahn die Regionalbahn-Linie RB 91. Diese verkehrt täglich im 60-Minuten-Takt zwischen Aulendorf und Friedrichshafen Hafen. Montags bis freitags wird sie durch zusätzliche Züge zwischen Ravensburg und Friedrichshafen Stadt verstärkt. In den letzten Jahren wurden insgesamt 550.000 Zugkilometer jährlich gefahren, mit durchschnittlich 5.000 Fahrgästen täglich.

### Vertrieb
In Friedrichshafen unterhält die BOB ein Kundencenter. An allen von ihr bedienten Stationen betreibt das Unternehmen eigene Fahrkartenautomaten. Die Betriebsstellen die exklusiv von der BOB bedient werden, verfügen zusätzlich über Stationsschilder im blau-weißen Corporate Design der Gesellschaft.

### Durchführung
Der Betrieb wird von Mitarbeitern der DB Regio durchgeführt, da die BOB in diesem Bereich über kein eigenes Personal verfügt. Verwaltungstätigkeiten werden von der Stadtwerk am See GmbH & Co KG erbracht. Die Hohenzollerische Landesbahn war bis zum Fahrplanwechsel im Dezember 2021 mit der Wartung der Dieseltriebwagen beauftragt. Die Wartung der Elektrotriebwagen übernimmt die DB Regio in Ulm.

### Vertrag
Der Verkehrsvertrag der BOB ist unbefristet, kann allerdings jährlich gekündigt werden.

### Fahrzeuge
Der Betrieb begann 1993 mit zwei NE 81-Verbrennungstriebwagen, die als VT 60 und VT 61 bezeichnet wurden. Aufgrund des großen Erfolges wurde 1994 mit dem VT 62 noch ein drittes Fahrzeug vom gleichen Typ beschafft. Nach der Ausweitung des Betriebes im Jahr 1997 wurden im September 1998 vier Regio-Shuttle-Triebwagen mit den Nummern VT 63 bis VT 66 in Betrieb genommen. Im November 2005 ersetzte die BOB die NE 81 aus der Anfangszeit durch drei weitere Regio-Shuttle. Diese verfügten im Vergleich zu den zuvor eingesetzten Fahrzeugen über Zugtoiletten, eine Klimaanlage sowie Steckdosen. Ferner besteht seither ein typenreiner Fahrzeugpark, der zudem komplett niederflurig ist. Die drei nicht mehr benötigten NE 81 wurden an die Hohenzollerische Landesbahn abgegeben. Um die gestiegenen Fahrgastzahlen zu bedienen, wurden Anfang Juni 2013 zwei weitere Regio-Shuttle mit den Nummern VT 70 und 71 ausgeliefert.
Nach einem Brand am 4. März 2021 gegen 10:00 Uhr, schied der Triebwagen VT 64 mit einem schweren Schaden an einem der Führerstände aus. Der mit ihm im Verbund gefahrene VT 63 blieb unbeschädigt.
Seit dem Fahrplanwechsel am 12. Dezember 2021 fahren auf der Linie RB 91 nur noch elektrische Triebwagen der Baureihe 426. Hierzu erwarb die BOB acht zuvor im Saarland eingesetzte Exemplare dieser Baureihe, erstmals bietet das Unternehmen seinen Fahrgästen damit auch die erste Wagenklasse an.

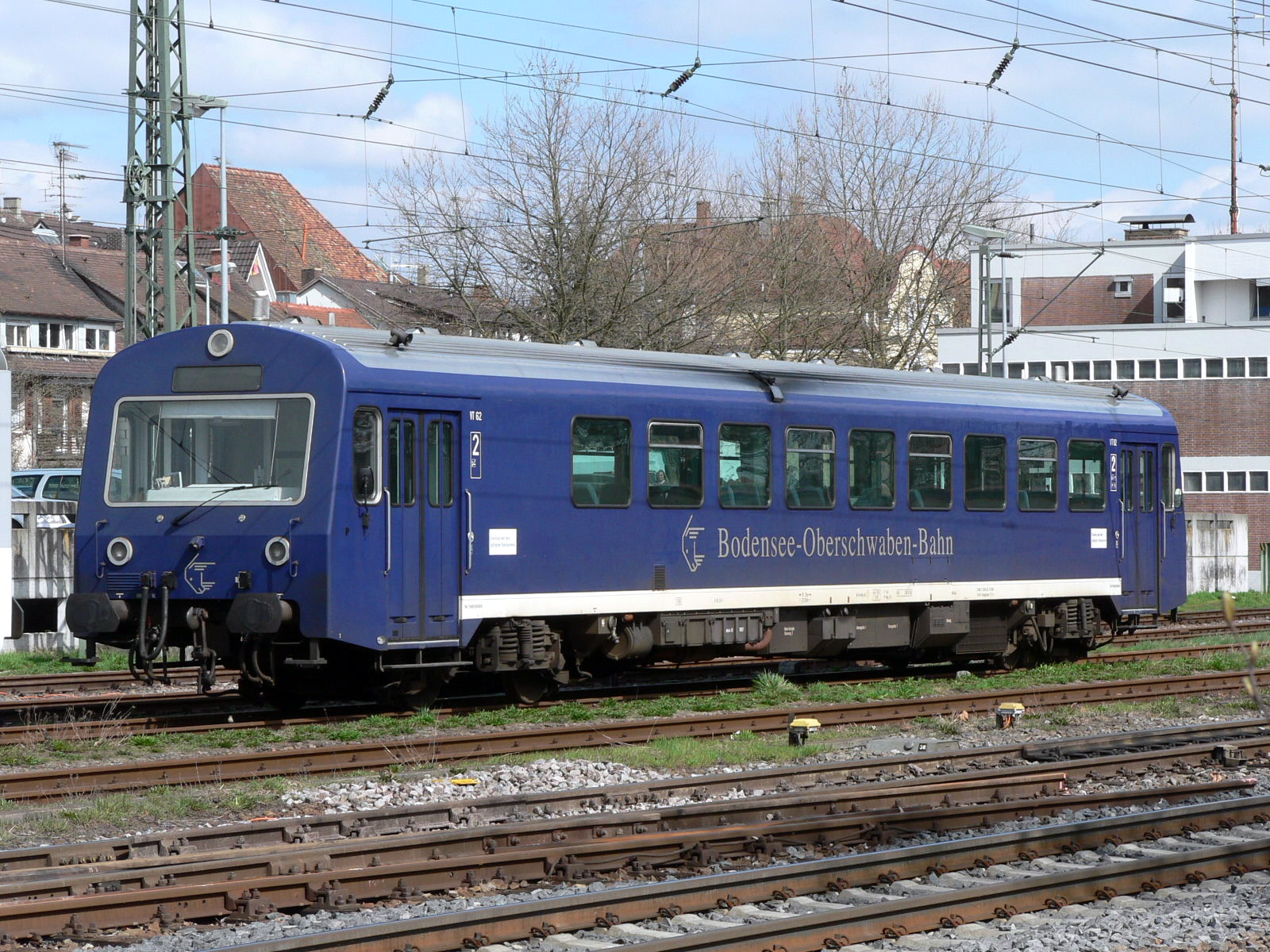
NE 81 in Radolfzell, 2006
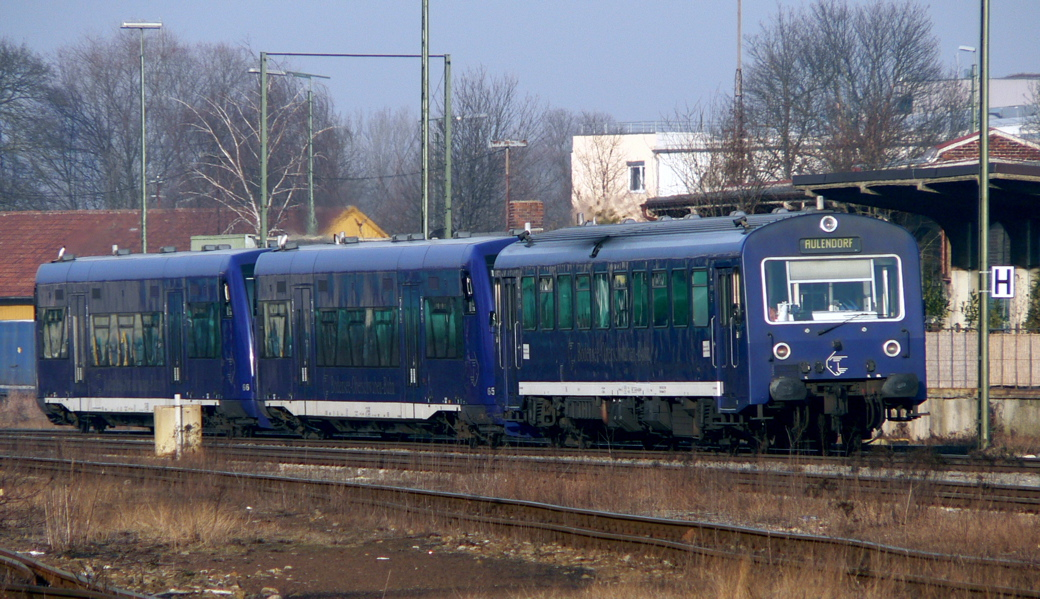
Zwei RS 1 und ein NE 81 in Dreifachtraktion
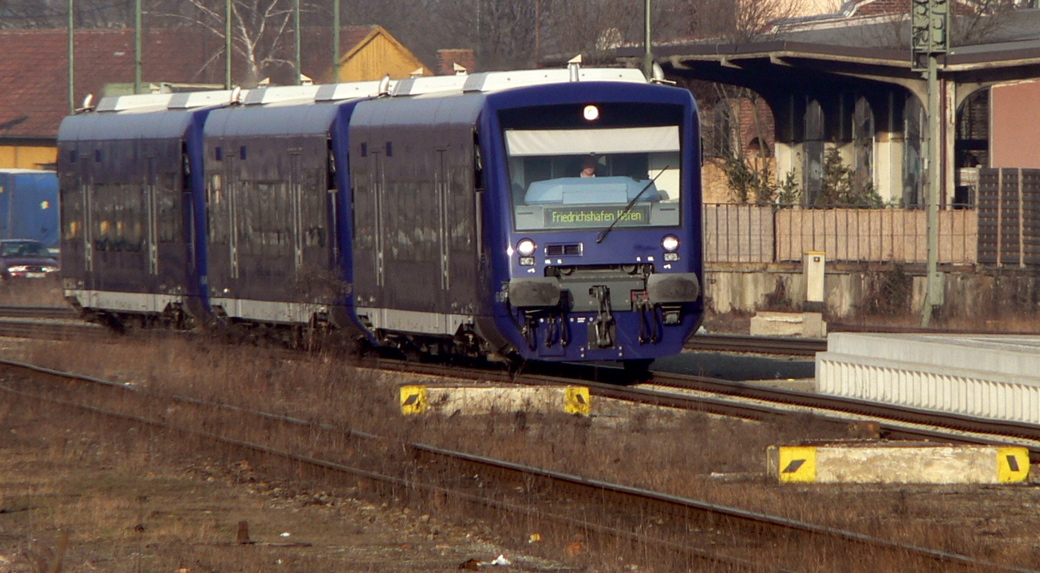
Eine RS 1-Dreifachtraktion im Jahr 2005
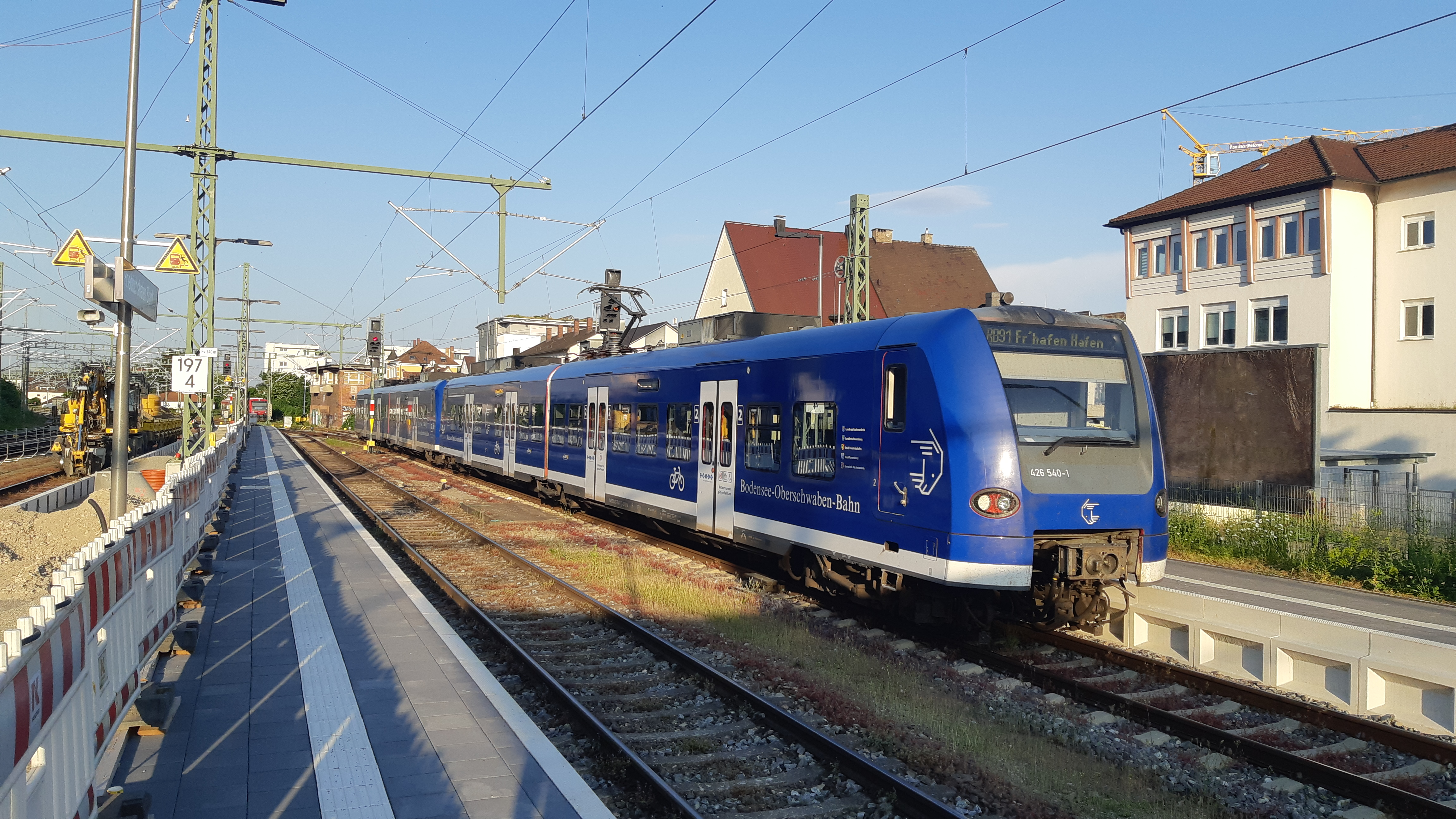
Elektrotriebwagen der Baureihe 426 in Friedrichshafen Stadt, Mai 2023
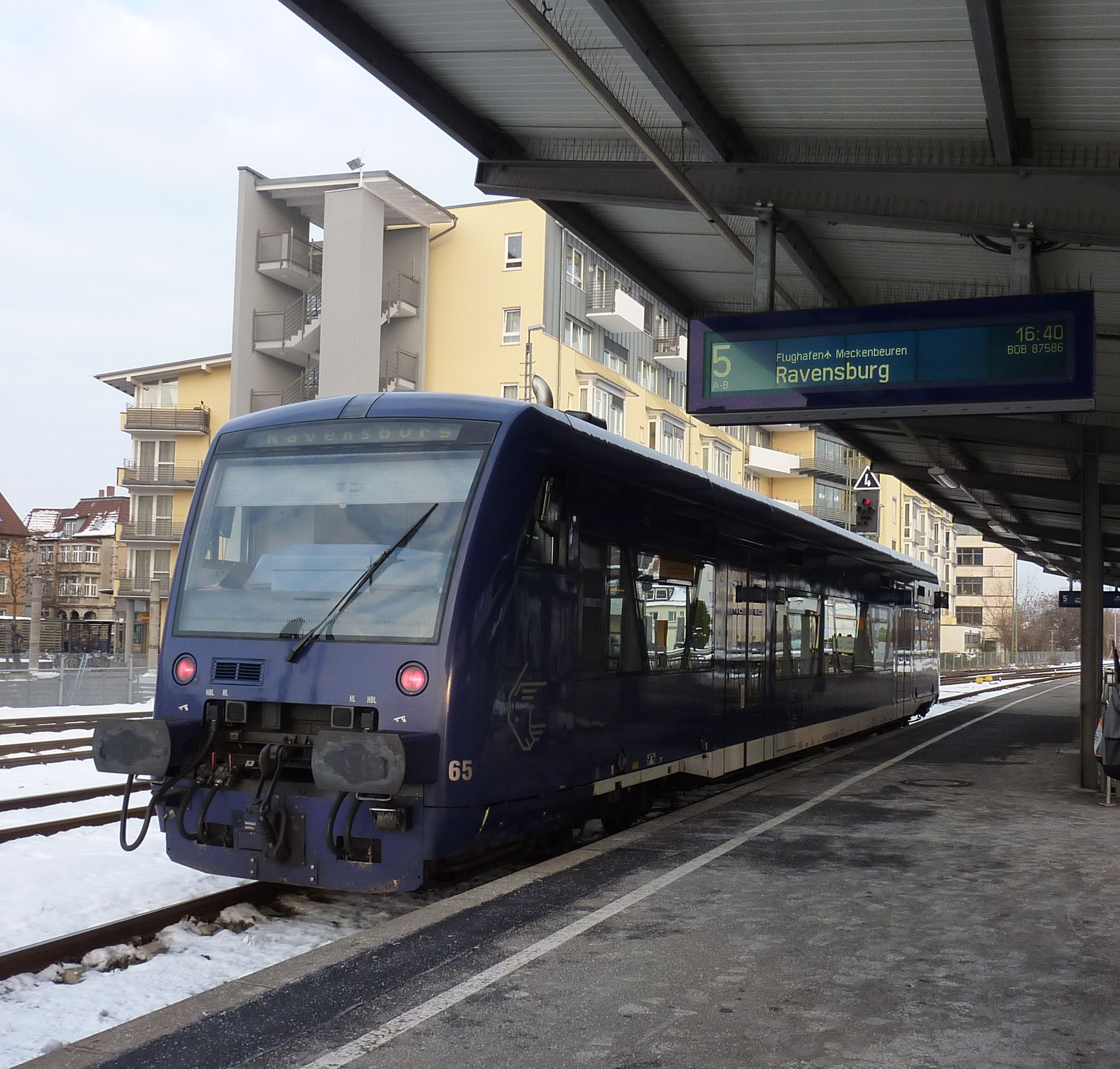
Zug in Friedrichshafen nach Ravensburg
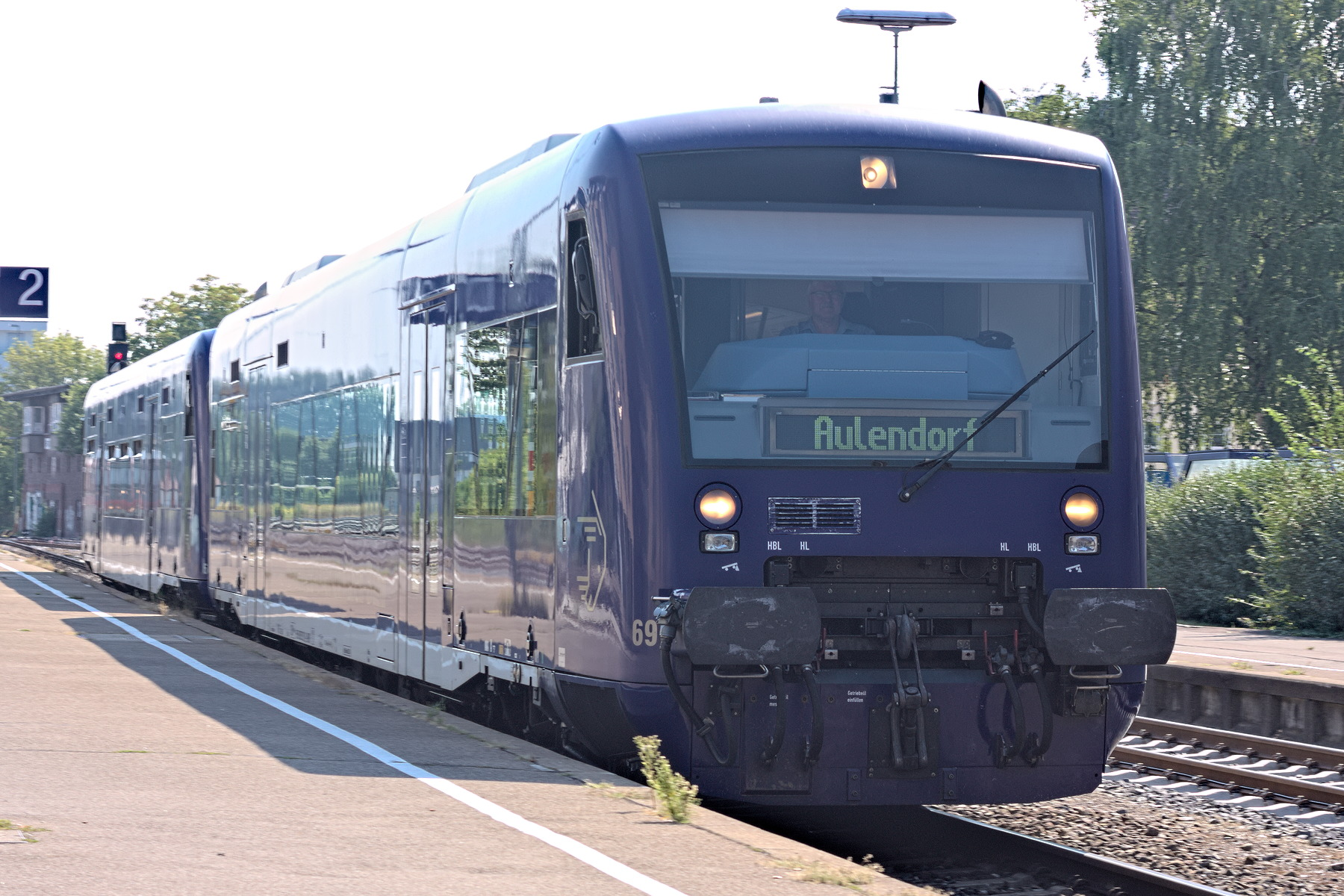
RS 1-Doppeltraktion in Friedrichshafen
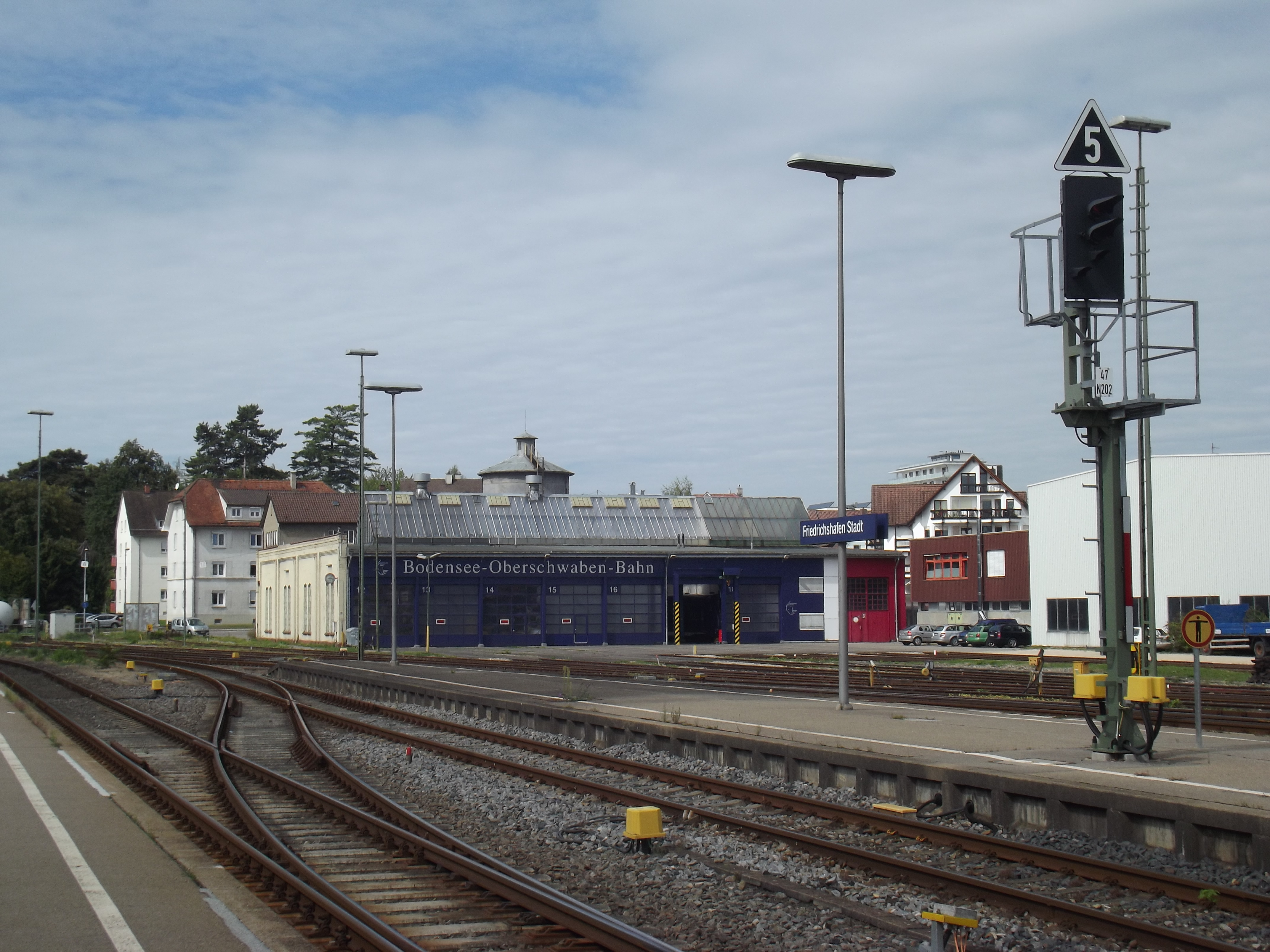
Ehemalige Werkstatt der BOB in Friedrichshafen

## Tarif
Die Bodensee-Oberschwaben-Bahn verkehrt zum bodo-Tarif. Zudem wird die Grüne Karte des Stadtwerk am See akzeptiert.

## Beteiligungen/Mitgliedschaften

Logo bodo

Logo Baden-Württemberg-Tarif

Komplementär der Bodensee-Oberschwaben-Bahn GmbH & Co KG ist die Bodensee-Oberschwaben-Bahn VerwaltungsGmbH.
Die Bodensee-Oberschwaben-Bahn GmbH & Co KG wiederum ist Gesellschafter der
- Bodensee-Oberschwaben-Verkehrsverbund GmbH (bodo) sowie der
- Baden-Württemberg-Tarif GmbH (bwtarif)

Sie ist zudem Mitglied im Verband Deutscher Verkehrsunternehmen (VDV).

## Trivia
Die halbjährlich erscheinende Kundenzeitschrift der BOB heißt – in Anlehnung an den Roman Heidi und an das Volkslied Auf de schwäbsche Eisebahne – Geißenpeter.